# Eastergate
Eastergate – wieś w Anglii, w hrabstwie West Sussex, w dystrykcie Arun. Leży 9 km na wschód od miasta Chichester i 83 km na południowy zachód od Londynu. W 2001 miejscowość liczyła 3107 mieszkańców.